# Scratchen

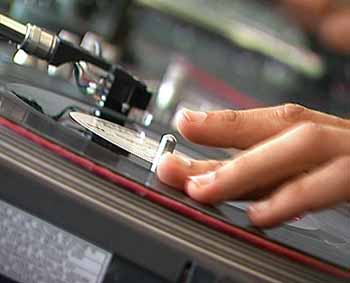
scratchen

Scratchen is in de popmuziek het ritmisch heen en weer bewegen van een vinylplaat door de dj, waardoor een geluid ontstaat dat klinkt alsof de plaat gekrast (in het Engels scratched) wordt. Voor scratchen worden speciale platenspelers gebruikt, waardoor de platen niet kunnen beschadigen. Deze techniek wordt vaak in de hiphop gebruikt. Het gebruiken van de platenspeler als instrument wordt omschreven als turntablism en is een van de vier pijlers van de hiphopcultuur.
Het is ook mogelijk om te scratchen met cd-spelers. Hiervoor zit op cd-spelers van dj-installaties een speciale draaiknop, waarmee hetzelfde effect kan worden bereikt als met een platenspeler.
Scratchen heeft in de muziek ook de betekenis van met meerdere mensen tegelijk een muziekstuk "from scratch" uit te voeren.